# Abandon en droit de la famille français
Pour les articles homonymes, voir Abandon.
En droit de la famille, le Code civil français se préoccupe de l'abandon prolongé d'un des époux par l'autre comme cause de divorce sous le nom de «rupture de la vie commune», et comme circonstance pouvant entraîner une délégation de l'autorité parentale sur un mineur de 15 ans en faveur d'un particulier ou d'un établissement, spécialement en vue de l'adoption plénière dudit mineur. Au chapitre du divorce, la loi donne la possibilité au juge de décider que l'époux créancier d'une prestation compensatoire recevra, en dédommagement, l'abandon de l'usufruit portant sur un bien meuble ou immeuble que le débiteur de la prestation devra remettre à son ex-conjoint.

## Application
Plus particulièrement, dans le droit de l'adoption, une loi du 4 juillet 2005 a modifié l'article L. 225-16 du Code de l'action sociale et des familles en décidant que la déclaration d'abandon était possible y compris en cas de « grande détresse des parents », circonstance empêchant auparavant le tribunal de grande instance de déclarer l'abandon.